# 中林新夏
中林 新夏（なかばやし にいな、7月27日 - ）は、日本の女性声優。東京都出身。アライズプロジェクトに所属している。

## 来歴・人物
日本ナレーション演技研究所出身。元々演技がしたいと思っていて調べていくうちに声優という仕事があるのを知って目指したとのこと。

## 出演
太字は主要キャラクター。

### テレビアニメ
2017年
- ラブライブ!サンシャイン!!（女子生徒）

2020年
- 禍つヴァールハイト -ZUERST-（ギーゼラの娘）

2024年
- マッシュル-MASHLE- 神覚者候補選抜試験編（生徒）
- キングダム（秦宮女）
- ブルーアーカイブ The Animation（ゲヘナ風紀委員）
- 負けヒロインが多すぎる!（女子生徒）
- 2.5次元の誘惑（コスプレイヤーA）

2025年
- mono（子ども）

### Webアニメ
- タコピーの原罪（2025年、まりなの友人[5]）

### ゲーム
2017年
- サウザンドメモリーズ（銀腕の封拳士コメット）

2018年
- LORD of VERMILION IV（ロスヴァイセ）

2019年
- 蒼天のスカイガレオン（エリウ／セシャト）

2021年
- スカーレットボーダーランド（ティナ）

2023年
- FINAL FANTASY XVI（キエル）
- Re:ステージ! プリズムステップ（古海チエ）

### ボイスドラマ
- 墜落JKと廃人教師（2023年、女子生徒）

## ディスコグラフィ

### キャラクターソング
| 発売日        | 商品名                  | 歌           | 楽曲                        | 備考                    |
| ------------- | ----------------------- | ------------ | --------------------------- | ----------------------- |
| 2024年1月31日 | カラリコロリ            | アルシュシュ | 「カラリコロリ」            | 『Re:ステージ！』関連曲 |
| 2024年1月31日 | カラリコロリ            | アルシュシュ | 「泡白昼夢」                | 『Re:ステージ！』関連曲 |
| 2024年1月31日 | カラリコロリ            | アルシュシュ | 「Merry Go Wonder!!」       | 『Re:ステージ！』関連曲 |
| 8月8日        | Chouchou our vacation！ | アルシュシュ | 「Chouchou our vacation！」 | 『Re:ステージ！』関連曲 |

### ユニットメンバー
1. 1 2  空野音々（吉武千颯）、古海チエ（中林新夏）、双葉詩穂（平塚紗依）